# عبد الله الشريدة
عبد الله مبارك شريدة الدوسري (1969 – 7 أكتوبر 2019) لاعب كرة قدم سعودي، كان يلعب في مركز قلب دفاع. اعتزل اللعب في عام 2005م.

## النوادي التي لعب فيها
- لعب لنادي القادسية بمدينة الخبر في الفترة (1988م-1995م)
- ثم انتقل لنادي الهلال بالرياض في صيف عام 1995م ومثله في الفترة (1995م-2005م)
- أعير إلى نادي قطر القطري في عام 2003 في نهاية الموسم .
- ثم انتقل لنادي الخليج بسيهات ومثله في موسم (2005-2006م)
- لعب مع المنتخب السعودي الأول 12 مباراة دولية (1992-2001م)[4]

## البطولات التي شارك فيها
أبرز البطولات التي شارك فيها مع المنتخب السعودي الأول: 
1. بطولة كأس القارات في الرياض 1992م.
2. بطولة كأس الأمم الآسيوية في هيروشيما باليابان 1992م.
3. تصفيات كأس العالم 2002م.

## الوفاة
توفي في 7 أكتوبر 2019 بعد تعرضه لأزمة قلبية.